# جامعة خاركوف الوطنية للشؤون الداخلية
جامعة خاركوف الوطنية للشؤون الداخلية مؤسسة تعليم عالي أوكرانية، (بالأوكرانية: Харківський національний університет внутрішніх справ) هي جامعة تقع في خاركيف أوبلاست، أوكرانيا. تأسست هذه الجامعة في سنة 1994